# 泉区 (仙台市)
泉区（いずみく）は、仙台市を構成する5行政区のひとつ。
1988年（昭和63年）に仙台市へ編入された泉市の市域を引き継ぐ。名前は、泉区の北西に位置する泉ヶ岳に由来する。

## 地理

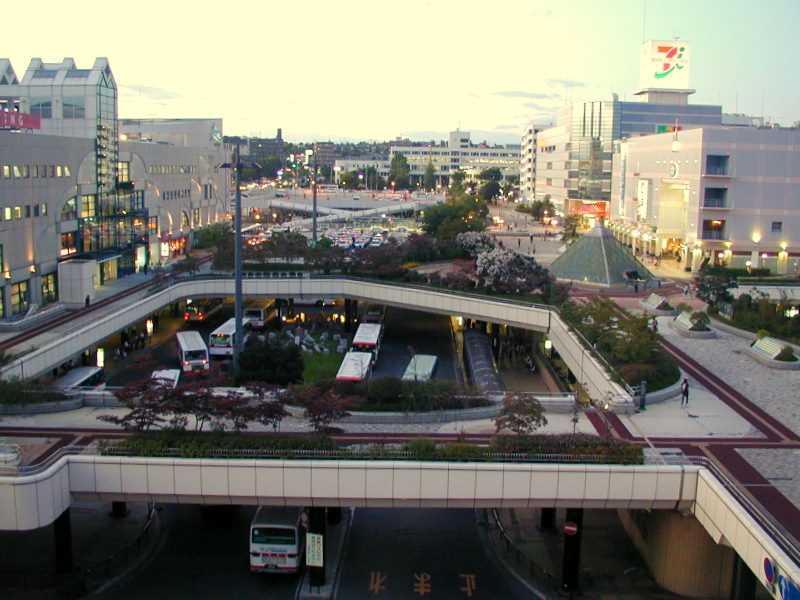
泉中央駅前の様子。

仙台市の北部にある。区の西半分が山地で西北に泉ヶ岳を擁し、そこから流れる七北田川（ななきたがわ）が区の中心を西から東に貫く。東半分は低い丘陵で、七北田川の北側は松島丘陵、南側は七北田丘陵と呼ばれる。この両丘陵の間を七北田川に沿って河岸段丘による平地が東西に広がる。
気候は西部仙台に区分され、仙台市宮城野区にある仙台管区気象台の観測値よりも内陸性気候の特色が強く冷涼、寒冷である。冬季は日本海側からの雪雲が流れ込みやすく積雪となることも少なくなく、冷え込みも厳しい。山間部は豪雪地帯（青葉区旧宮城町や太白区旧秋保町のような豪雪地帯には指定されていない）となっておりスキー場がある。
七北田川沿いの平地において市街化区域に指定されているのは、泉中央周辺（仙台市地下鉄南北線・泉中央駅 - 八乙女駅）から国道4号・仙台バイパス沿いの間くらいで、それ以外は田圃などとなっている。用途地域指定されている面積は、七北田川沿いの平地より両岸の丘陵上が数倍広く、泉区の市街地は「工」の字型となっている。
中心部は、江戸時代の奥州街道（仙台・松前道）の宿場町である七北田宿を基礎に発展した。泉市時代にその西側の田圃を造成し、泉市役所や仙台市泉文化創造センター（イズミティ21）などの施設が建設された。

### 山岳
- 泉ヶ岳（1,172m）
- 黒森 （857m）
- 黒鼻山 （842.9m）
- 蘭山 （760.8m）
- 長倉山 （497.8m）
- 小屋森山 （386.0m）
- 座禅堂山 （370.1m）
- 屏風岳 （290.3m）
- 杭城山 （256m）
- 堂城山 （252.3m）

### 河川
- 七北田川
- 要害川
- 仙台川
- 高柳川
- 萱場川
- 西田中川

## 歴史

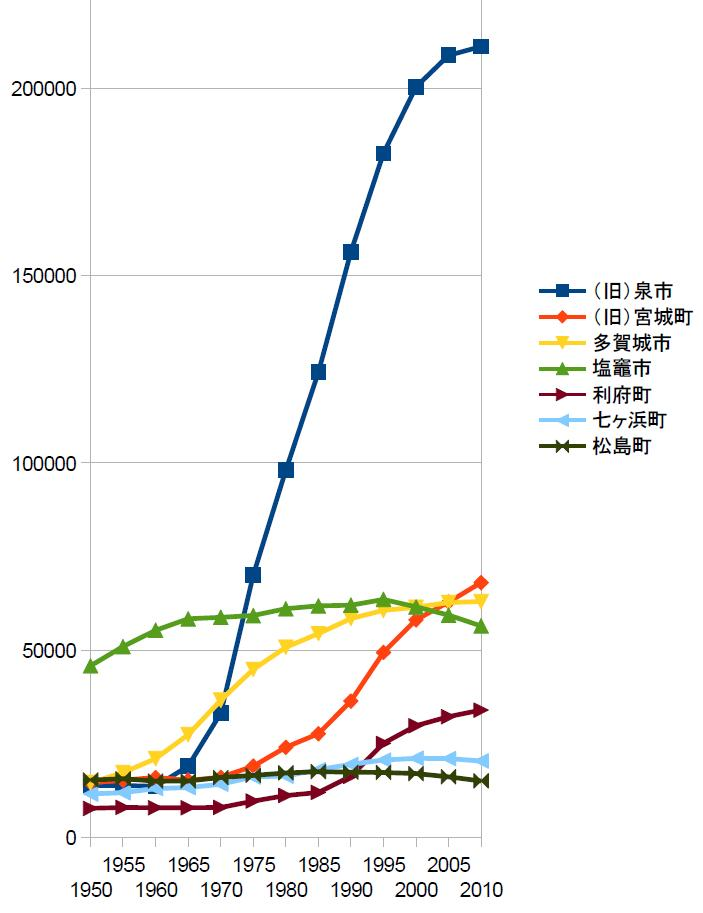
仙台市以外の仙塩地区の自治体の国勢調査人口の変遷。1975年までに泉市が塩竈市を抜いた。

泉市は、高度成長期から丘陵部の宅地開発が徐々に進められ、仙台市のベッドタウンとして発展し、市の人口は石巻市を抜いて県内第2位まで到達した。1988年（昭和63年）、仙台市に編入合併され、1989年（平成元年）に仙台市の政令指定都市移行に伴い泉区となった。
仙台市との合併に際しその是非を問う会議が泉市内の各地域で開催され、マスメディアはその過熱ぶりを報道し、最終的には住民投票を行うほど市民の世論が二分した。初期の対立軸は、マイホームを求めて主に仙台市から移住してきた新住民と、地元商店街の商店主・旧奥州街道沿いの住民・営農者などの旧住民で、新住民は泉市への帰属意識は薄く通勤通学する仙台市との合併賛成、旧住民は泉市への帰属意識（地域コミュニティ）が強いために併合され泉市らしさが無くなることへの抵抗感による合併反対という対立構図であった。
しかし、その単純な対立構図はより理由が鮮明になり熱を帯びていった。当時、仙台市においてもバブル景気によって地価が上昇しており、泉市が合併で仙台市となればネームバリューで、さらに政令指定都市ともなればもっと地価が高騰するであろうという予見から不動産業のみならず利益を得たい企業側関係者は合併の強力推進派となった。他方、合併によって泉市よりも高い旧仙台市の基準の地方税や水道使用料金などを課せられると知った旧住民は、合併によるメリットよりもデメリットが大きいと町内会やビラで訴え新住民への浸透を図った。マスメディアの事前調査では、住民投票の行方は合併派と反対派は拮抗してまったく分からなくなった。
旧仙台市は東北の中心的役割を内外ともに誇示するため、政令指定都市の名目は絶対に必要な条件であった。これについては、仙台市のみがそれを欲していたわけでなく、21世紀を目前に東北各市からも関西・中部・九州の大都市圏に匹敵する東北都市圏を仙台市が牽引して作るべきだという意見が多かった。時節柄、首都機能移転構想にも多大な影響を受けている。しかし、当時の政令都市化の要件である人口80万人には満たなかったため、このままでは単独での政令指定都市化は難しいと判断され、隣接の泉市や宮城町、秋保町との合併を模索していた。
泉市は急激な人口増加により交通や下水道などの生活インフラが立ち遅れていた。仙台市は、当時水田が広がっていた現在の泉中央地区を中心に、仙台市地下鉄南北線の泉中央駅延伸、将監トンネル（県道仙台泉線）や都市計画道路・北四番丁大和町線（宮城県道264号大衡仙台線）の早期建設、七北田公園（仙台スタジアム）や泉運動公園（シェルコムせんだい）の整備、上下水道整備、コミュニティセンターの建設などのインフラ整備、さらに泉市で初の地方博覧会（グリーンフェア仙台）の開催を提案した。
熱を帯びた議論やビラ合戦の末、住民投票条例制定の直接請求において泉市の有権者の43%にあたる37,775人の署名が集まり、「市民投票に関する条例案」が泉市議会に議員提案されたが、1987年（昭和62年）11月4日の昭和62年11月臨時会で否決された。しかし、僅差だったことを理由に泉市長の職権で「市民意向投票実施規則」が制定され、同年11月29日に住民投票が実施された。投票結果、投票率74%、賛成33,331票（得票率52.6%）、反対29,703票（同46.9%）、無効・その他354票（同0.6%）となった。合併反対派は、市民の世論が半々であるのに拙速に合併協議を進めているとしてリコール運動を始めた。両市は3月末日としていた当初予定を前倒しし1988年（昭和63年）3月1日に泉市を仙台市に編入合併した。そして1989年（平成元年）4月1日、仙台市の政令指定都市移行と同時に旧泉市が泉区となった。泉市が名称や範囲をそのままに泉区に変更されることは合併時の取り決めであり、新たな区名の公募や審議はなかった。このため、既存の政令市の区名称と重複しない名称を方針としていた他区とは異なり、既存の横浜市泉区と区名が重複することが確定していた。
なお、この公共事業をバーターにした当時の仙台市長石井亨はゼネコン汚職事件で逮捕・起訴されて実刑判決を受けた。
2007年2月、区のシンボルマークが制定された。

### 泉区の特例
合併経緯からか泉区は仙台市の他区と比べて特別的扱いが多いと見られている。
- 泉市時代からの引き継ぎで、他の区では制定されていない「区の木・花・鳥」が唯一制定されている。
- 泉区役所（本庁舎）は、旧泉市役所をそのまま活用しているため、敷地面積が他の区役所よりも広い。現在は、旧泉市役所庁舎であった、区役所本庁舎の東側に区役所東庁舎が設置されている。
- 泉区役所は、泉中央駅から徒歩数分の立地にあり、これまでは区役所前～泉中央駅を結ぶ「歩行者専用道路」（途中から広場になり、さらにペデストリアンデッキに変化する）でしか接続されていなかったが、泉中央駅の改築により、区役所の敷地内に地下鉄入り口が新設された。
- 泉市時代から仙台市地下鉄が八乙女駅まで通っていた。
- 街区表示板は合併後2回更新されている（泉市→泉区〔ローマ字併記無し〕→泉区〔ローマ字付き〕）。板の色は、他区のほとんどの地域のように青ではなく、[要出典]泉市の時代からの緑色をそのまま使っている。
  - 住所は、泉市○○→仙台市○○→仙台市泉区○○と変更されている。

## 人口
- 1990年　156,356
- 1995年　182,601
- 2000年　200,429
- 2005年　208,813
- 2010年　211,183
- 2015年　216,798

## 経済
仙台市と合併後の1992年（平成4年）、仙台市地下鉄南北線が泉中央駅まで延伸されたことで発展し、泉中央副都心計画によって商業施設が集約した。当初はロードサイド店舗の集積であったが、富谷市などさらなる郊外とのバスが発着する泉中央駅バスターミナルの存在によりターミナル化が進み、中小オフィスビルも建設されて、小都市圏を構成するに至っている。Jリーグのベガルタ仙台のホームスタジアムである仙台スタジアム（ユアテックスタジアム仙台）があり、試合開催日には観客が小都市圏外からも流入する。区内にある商業施設や企業の営業所などの名称では、商圏や企業体が大きい場合に「仙台泉」と「仙台」を付加する傾向がある。
- 工業団地
  - 泉パークタウンインダストリアルパーク（明通地区）
  - 泉パークタウンソフトパーク（紫山地区・泉パークタウン第5住区内）
  - 仙台泉インターシティ
- 商業施設
  - 泉パークタウンタピオ
  - 仙台泉プレミアム・アウトレット

## 町名
泉区内では、一部の区域で住居表示に関する法律に基づく住居表示が実施されている。
| 町名            | 町名の読み             | 町区域設定年月日 | 住居表示実施年月日 | 町区域設定前の町名等 | 住居表示実施前の町名等 |
| --------------- | ---------------------- | ---------------- | ------------------ | -------------------- | ---------------------- |
| 明石南1丁目     | あかいしみなみ         | 年月日           | 年月日             |                      |                        |
| 明石南2丁目     | あかいしみなみ         | 年月日           | 年月日             |                      |                        |
| 明石南3丁目     | あかいしみなみ         | 年月日           | 年月日             |                      |                        |
| 明石南4丁目     | あかいしみなみ         | 年月日           | 年月日             |                      |                        |
| 明石南5丁目     | あかいしみなみ         | 年月日           | 年月日             |                      |                        |
| 明石南6丁目     | あかいしみなみ         | 年月日           | 年月日             |                      |                        |
| 明通1丁目       | あけどおり             | 年月日           | 年月日             |                      |                        |
| 明通2丁目       | あけどおり             | 年月日           | 年月日             |                      |                        |
| 明通3丁目       | あけどおり             | 年月日           | 年月日             |                      |                        |
| 明通4丁目       | あけどおり             | 年月日           | 年月日             |                      |                        |
| 旭丘堤1丁目     | あさひがおかつつみ     | 年月日           | 年月日             |                      |                        |
| 旭丘堤2丁目     | あさひがおかつつみ     | 年月日           | 年月日             |                      |                        |
| 泉ケ丘1丁目     | いずみがおか           | 年月日           | 年月日             |                      |                        |
| 泉ケ丘2丁目     | いずみがおか           | 年月日           | 年月日             |                      |                        |
| 泉ケ丘3丁目     | いずみがおか           | 年月日           | 年月日             |                      |                        |
| 泉ケ丘4丁目     | いずみがおか           | 年月日           | 年月日             |                      |                        |
| 泉ケ丘5丁目     | いずみがおか           | 年月日           | 年月日             |                      |                        |
| 泉中央1丁目     | いずみちゅうおう       | 年月日           | 年月日             |                      |                        |
| 泉中央2丁目     | いずみちゅうおう       | 年月日           | 年月日             |                      |                        |
| 泉中央3丁目     | いずみちゅうおう       | 年月日           | 年月日             |                      |                        |
| 泉中央4丁目     | いずみちゅうおう       | 年月日           | 年月日             |                      |                        |
| 市名坂          | いちなざか             | 年月日           | 年月日             |                      |                        |
| 永和台          | えいわだい             | 年月日           | 年月日             |                      |                        |
| 大沢1丁目       | おおさわ               | 年月日           | 年月日             |                      |                        |
| 大沢2丁目       | おおさわ               | 年月日           | 年月日             |                      |                        |
| 大沢3丁目       | おおさわ               | 年月日           | 年月日             |                      |                        |
| 小角            | おがく                 | 年月日           | 年月日             |                      |                        |
| 桂1丁目         | かつら                 | 年月日           | 年月日             |                      |                        |
| 桂2丁目         | かつら                 | 年月日           | 年月日             |                      |                        |
| 桂3丁目         | かつら                 | 年月日           | 年月日             |                      |                        |
| 桂4丁目         | かつら                 | 年月日           | 年月日             |                      |                        |
| 上谷刈1丁目     | かみやがり             | 年月日           | 年月日             |                      |                        |
| 上谷刈2丁目     | かみやがり             | 年月日           | 年月日             |                      |                        |
| 上谷刈3丁目     | かみやがり             | 年月日           | 年月日             |                      |                        |
| 上谷刈4丁目     | かみやがり             | 年月日           | 年月日             |                      |                        |
| 上谷刈5丁目     | かみやがり             | 年月日           | 年月日             |                      |                        |
| 上谷刈6丁目     | かみやがり             | 年月日           | 年月日             |                      |                        |
| 加茂1丁目       | かも                   | 年月日           | 年月日             |                      |                        |
| 加茂2丁目       | かも                   | 年月日           | 年月日             |                      |                        |
| 加茂3丁目       | かも                   | 年月日           | 年月日             |                      |                        |
| 加茂4丁目       | かも                   | 年月日           | 年月日             |                      |                        |
| 加茂5丁目       | かも                   | 年月日           | 年月日             |                      |                        |
| 北高森          | きたたかもり           | 年月日           | 年月日             |                      |                        |
| 北中山1丁目     | きたなかやま           | 年月日           | 年月日             |                      |                        |
| 北中山2丁目     | きたなかやま           | 年月日           | 年月日             |                      |                        |
| 北中山3丁目     | きたなかやま           | 年月日           | 年月日             |                      |                        |
| 北中山4丁目     | きたなかやま           | 年月日           | 年月日             |                      |                        |
| 黒松1丁目       | くろまつ               | 年月日           | 年月日             |                      |                        |
| 黒松2丁目       | くろまつ               | 年月日           | 年月日             |                      |                        |
| 黒松3丁目       | くろまつ               | 年月日           | 年月日             |                      |                        |
| 向陽台1丁目     | こうようだい           | 年月日           | 年月日             |                      |                        |
| 向陽台2丁目     | こうようだい           | 年月日           | 年月日             |                      |                        |
| 向陽台3丁目     | こうようだい           | 年月日           | 年月日             |                      |                        |
| 向陽台4丁目     | こうようだい           | 年月日           | 年月日             |                      |                        |
| 向陽台5丁目     | こうようだい           | 年月日           | 年月日             |                      |                        |
| 将監1丁目       | しょうげん             | 年月日           | 年月日             |                      |                        |
| 将監2丁目       | しょうげん             | 年月日           | 年月日             |                      |                        |
| 将監3丁目       | しょうげん             | 年月日           | 年月日             |                      |                        |
| 将監4丁目       | しょうげん             | 年月日           | 年月日             |                      |                        |
| 将監5丁目       | しょうげん             | 年月日           | 年月日             |                      |                        |
| 将監6丁目       | しょうげん             | 年月日           | 年月日             |                      |                        |
| 将監7丁目       | しょうげん             | 年月日           | 年月日             |                      |                        |
| 将監8丁目       | しょうげん             | 年月日           | 年月日             |                      |                        |
| 将監9丁目       | しょうげん             | 年月日           | 年月日             |                      |                        |
| 将監10丁目      | しょうげん             | 年月日           | 年月日             |                      |                        |
| 将監11丁目      | しょうげん             | 年月日           | 年月日             |                      |                        |
| 将監12丁目      | しょうげん             | 年月日           | 年月日             |                      |                        |
| 将監13丁目      | しょうげん             | 年月日           | 年月日             |                      |                        |
| 将監殿1丁目     | しょうげんとの         | 年月日           | 年月日             |                      |                        |
| 将監殿2丁目     | しょうげんとの         | 年月日           | 年月日             |                      |                        |
| 将監殿3丁目     | しょうげんとの         | 年月日           | 年月日             |                      |                        |
| 将監殿4丁目     | しょうげんとの         | 年月日           | 年月日             |                      |                        |
| 将監殿5丁目     | しょうげんとの         | 年月日           | 年月日             |                      |                        |
| 松陵1丁目       | しょうりょう           | 年月日           | 年月日             |                      |                        |
| 松陵2丁目       | しょうりょう           | 年月日           | 年月日             |                      |                        |
| 松陵3丁目       | しょうりょう           | 年月日           | 年月日             |                      |                        |
| 松陵4丁目       | しょうりょう           | 年月日           | 年月日             |                      |                        |
| 松陵5丁目       | しょうりょう           | 年月日           | 年月日             |                      |                        |
| 住吉台西1丁目   | すみよしだいにし       | 年月日           | 年月日             |                      |                        |
| 住吉台西2丁目   | すみよしだいにし       | 年月日           | 年月日             |                      |                        |
| 住吉台西3丁目   | すみよしだいにし       | 年月日           | 年月日             |                      |                        |
| 住吉台西4丁目   | すみよしだいにし       | 年月日           | 年月日             |                      |                        |
| 住吉台東1丁目   | すみよしだいひがし     | 年月日           | 年月日             |                      |                        |
| 住吉台東2丁目   | すみよしだいひがし     | 年月日           | 年月日             |                      |                        |
| 住吉台東3丁目   | すみよしだいひがし     | 年月日           | 年月日             |                      |                        |
| 住吉台東4丁目   | すみよしだいひがし     | 年月日           | 年月日             |                      |                        |
| 住吉台東5丁目   | すみよしだいひがし     | 年月日           | 年月日             |                      |                        |
| 高玉町          | たかだまちょう         | 年月日           | 年月日             |                      |                        |
| 高森1丁目       | たかもり               | 昭和49年7月9日   | 未実施             |                      |                        |
| 高森2丁目       | たかもり               | 昭和49年7月9日   | 未実施             |                      |                        |
| 高森3丁目       | たかもり               | 昭和49年7月9日   | 未実施             |                      |                        |
| 高森4丁目       | たかもり               | 昭和49年7月9日   | 未実施             |                      |                        |
| 高森5丁目       | たかもり               | 昭和49年7月9日   | 未実施             |                      |                        |
| 高森6丁目       | たかもり               | 昭和49年7月9日   | 未実施             |                      |                        |
| 高森7丁目       | たかもり               | 昭和49年7月9日   | 未実施             |                      |                        |
| 高森8丁目       | たかもり               | 昭和49年7月9日   | 未実施             |                      |                        |
| 長命ケ丘1丁目   | ちょうめいがおか       | 年月日           | 年月日             |                      |                        |
| 長命ケ丘2丁目   | ちょうめいがおか       | 年月日           | 年月日             |                      |                        |
| 長命ケ丘3丁目   | ちょうめいがおか       | 年月日           | 年月日             |                      |                        |
| 長命ケ丘4丁目   | ちょうめいがおか       | 年月日           | 年月日             |                      |                        |
| 長命ケ丘5丁目   | ちょうめいがおか       | 年月日           | 年月日             |                      |                        |
| 長命ケ丘6丁目   | ちょうめいがおか       | 年月日           | 年月日             |                      |                        |
| 長命ケ丘東      | ちょうめいがおかひがし | 年月日           | 年月日             |                      |                        |
| 鶴が丘1丁目     | つるがおか             | 年月日           | 年月日             |                      |                        |
| 鶴が丘2丁目     | つるがおか             | 年月日           | 年月日             |                      |                        |
| 鶴が丘3丁目     | つるがおか             | 年月日           | 年月日             |                      |                        |
| 鶴が丘4丁目     | つるがおか             | 年月日           | 年月日             |                      |                        |
| 寺岡1丁目       | てらおか               | 年月日           | 年月日             |                      |                        |
| 寺岡2丁目       | てらおか               | 年月日           | 年月日             |                      |                        |
| 寺岡3丁目       | てらおか               | 年月日           | 年月日             |                      |                        |
| 寺岡4丁目       | てらおか               | 年月日           | 年月日             |                      |                        |
| 寺岡5丁目       | てらおか               | 年月日           | 年月日             |                      |                        |
| 寺岡6丁目       | てらおか               | 年月日           | 年月日             |                      |                        |
| 天神沢1丁目     | てんじんざわ           | 年月日           | 年月日             |                      |                        |
| 天神沢2丁目     | てんじんざわ           | 年月日           | 年月日             |                      |                        |
| 七北田          | ななきた               | 年月日           | 年月日             |                      |                        |
| 南光台1丁目     | なんこうだい           | 年月日           | 年月日             |                      |                        |
| 南光台2丁目     | なんこうだい           | 年月日           | 年月日             |                      |                        |
| 南光台3丁目     | なんこうだい           | 年月日           | 年月日             |                      |                        |
| 南光台4丁目     | なんこうだい           | 年月日           | 年月日             |                      |                        |
| 南光台5丁目     | なんこうだい           | 年月日           | 年月日             |                      |                        |
| 南光台6丁目     | なんこうだい           | 年月日           | 年月日             |                      |                        |
| 南光台7丁目     | なんこうだい           | 年月日           | 年月日             |                      |                        |
| 南光台東1丁目   | なんこうだいひがし     | 年月日           | 年月日             |                      |                        |
| 南光台東2丁目   | なんこうだいひがし     | 年月日           | 年月日             |                      |                        |
| 南光台東3丁目   | なんこうだいひがし     | 年月日           | 年月日             |                      |                        |
| 南光台南1丁目   | なんこうだいみなみ     | 年月日           | 年月日             |                      |                        |
| 南光台南2丁目   | なんこうだいみなみ     | 年月日           | 年月日             |                      |                        |
| 南光台南3丁目   | なんこうだいみなみ     | 年月日           | 年月日             |                      |                        |
| 虹の丘1丁目     | にじのおか             | 年月日           | 年月日             |                      |                        |
| 虹の丘2丁目     | にじのおか             | 年月日           | 年月日             |                      |                        |
| 虹の丘3丁目     | にじのおか             | 年月日           | 年月日             |                      |                        |
| 虹の丘4丁目     | にじのおか             | 年月日           | 年月日             |                      |                        |
| 南中山1丁目     | みなみなかやま         | 年月日           | 年月日             |                      |                        |
| 南中山2丁目     | みなみなかやま         | 年月日           | 年月日             |                      |                        |
| 南中山3丁目     | みなみなかやま         | 年月日           | 年月日             |                      |                        |
| 南中山4丁目     | みなみなかやま         | 年月日           | 年月日             |                      |                        |
| 南中山5丁目     | みなみなかやま         | 年月日           | 年月日             |                      |                        |
| 南中山6丁目     | みなみなかやま         | 年月日           | 年月日             |                      |                        |
| 紫山1丁目       | むらさきやま           | 年月日           | 年月日             |                      |                        |
| 紫山2丁目       | むらさきやま           | 年月日           | 年月日             |                      |                        |
| 紫山3丁目       | むらさきやま           | 年月日           | 年月日             |                      |                        |
| 紫山4丁目       | むらさきやま           | 年月日           | 年月日             |                      |                        |
| 紫山5丁目       | むらさきやま           | 年月日           | 年月日             |                      |                        |
| 八乙女1丁目     | やおとめ               | 年月日           | 年月日             |                      |                        |
| 八乙女2丁目     | やおとめ               | 年月日           | 年月日             |                      |                        |
| 八乙女3丁目     | やおとめ               | 年月日           | 年月日             |                      |                        |
| 八乙女4丁目     | やおとめ               | 年月日           | 年月日             |                      |                        |
| 八乙女中央1丁目 | やおとめちゅうおう     | 年月日           | 年月日             |                      |                        |
| 八乙女中央2丁目 | やおとめちゅうおう     | 年月日           | 年月日             |                      |                        |
| 八乙女中央3丁目 | やおとめちゅうおう     | 年月日           | 年月日             |                      |                        |
| 八乙女中央4丁目 | やおとめちゅうおう     | 年月日           | 年月日             |                      |                        |
| 八乙女中央5丁目 | やおとめちゅうおう     | 年月日           | 年月日             |                      |                        |
| 館1丁目         | やかた                 | 年月日           | 年月日             |                      |                        |
| 館2丁目         | やかた                 | 年月日           | 年月日             |                      |                        |
| 館3丁目         | やかた                 | 年月日           | 年月日             |                      |                        |
| 館4丁目         | やかた                 | 年月日           | 年月日             |                      |                        |
| 館5丁目         | やかた                 | 年月日           | 年月日             |                      |                        |
| 館6丁目         | やかた                 | 年月日           | 年月日             |                      |                        |
| 館7丁目         | やかた                 | 年月日           | 年月日             |                      |                        |
| 山の寺1丁目     | やまのてら             | 年月日           | 年月日             |                      |                        |
| 山の寺2丁目     | やまのてら             | 年月日           | 年月日             |                      |                        |
| 山の寺3丁目     | やまのてら             | 年月日           | 年月日             |                      |                        |
| 友愛町          | ゆうあいちょう         | 年月日           | 年月日             |                      |                        |

## 郵便
- 泉郵便局（集配局・ゆうゆう窓口設置局）
- 泉西郵便局（集配局・ゆうゆう窓口設置局）
- 泉加茂郵便局
- 泉黒松郵便局
- 泉向陽台郵便局
- 泉松陵郵便局
- 泉住吉台郵便局
- 泉高森郵便局
- 泉中央駅内郵便局
- 泉長命ケ丘郵便局
- 泉鶴が丘郵便局
- 泉七北田郵便局
- 泉南光台南三郵便局
- 泉南光台郵便局
- 泉根白石郵便局
- 泉南中山郵便局
- 泉八乙女駅前郵便局
- 泉館郵便局
- 泉市名坂簡易郵便局

南光台、黒松地区などは、青葉区にある仙台北郵便局の集配区となる。

## 金融機関
県内の金融機関だけでなく山形や岩手などの銀行も泉区内に進出している。
- 七十七銀行
- 仙台銀行
- 杜の都信用金庫
- 宮城第一信用金庫
- 秋田銀行
- 荘内銀行
- 山形銀行
- 東邦銀行
- 北日本銀行
- 古川信用組合 - 2016年に仙台市初出店として、泉中央地区に支店を設置。
- 東洋証券仙台支店 - 泉中央に設置。

イオン銀行と東北労働金庫（及びゆうちょ銀行）は、銀行代理店制度による有人窓口を区内に展開している。

## 地域
昭和30年代前半から黒松団地が造成される。以後、国道4号仙台バイパス開通、東北自動車道開通、都市計画道路整備などによって住宅団地開発が促進された。大規模な団地は、黒松団地、南光台団地、将監団地（県住宅供給公社）、向陽台団地、鶴が丘ニュータウン、松森団地、泉パークタウン（三菱地所）、長命ケ丘ニュータウン（大和ハウス工業）、加茂団地、住吉台ニュータウン（オリックス不動産）、泉ビレジ（東急不動産）、いずみ中山ニュータウン（泉中山）、みずほ台などがある。人口も団地開発に伴い年々増加し、仙台市のベッドタウンとして発展する。
現在も泉パークタウン朝日、将監ニュータウン（将監殿一 - 五丁目）などの団地が造成されている。

### コミュニティセンター
市民センター・コミュニティセンターが多数設置されている。
- 市民センター数13館（市民の自主活動および生涯学習の拠点施設）
- コミュニティセンター数15館（地域の各種活動のための拠点施設）

## 主な医療機関
- 松田病院
- 仙台徳洲会病院
- 泉病院
- 仙台循環器病センター
- 地域医療機能推進機構仙台病院

## 教育
以下のとおり、児童館や児童センター、コミュニティセンター、集会所、学校などが多く充実している。

### 児童館・児童センター・保育所園
- 児童館数：7館
- 児童センター数：17館
- 保育所園数：20園（公立9 私立11）

### 小学校
- ホライゾン学園仙台小学校

### 中学校
- 仙台白百合学園中学校（中高併設）

### 高等学校
- 仙台白百合学園高等学校（中高併設）

### 大学・短期大学
私立

| - 東北学院大学（泉キャンパス） - 仙台白百合女子大学 - 東北生活文化大学 | - 仙台白百合短期大学 - 東北生活文化大学短期大学部 - 聖和学園短期大学 |

### 特別支援学校
- 宮城県立光明支援学校

## 交通

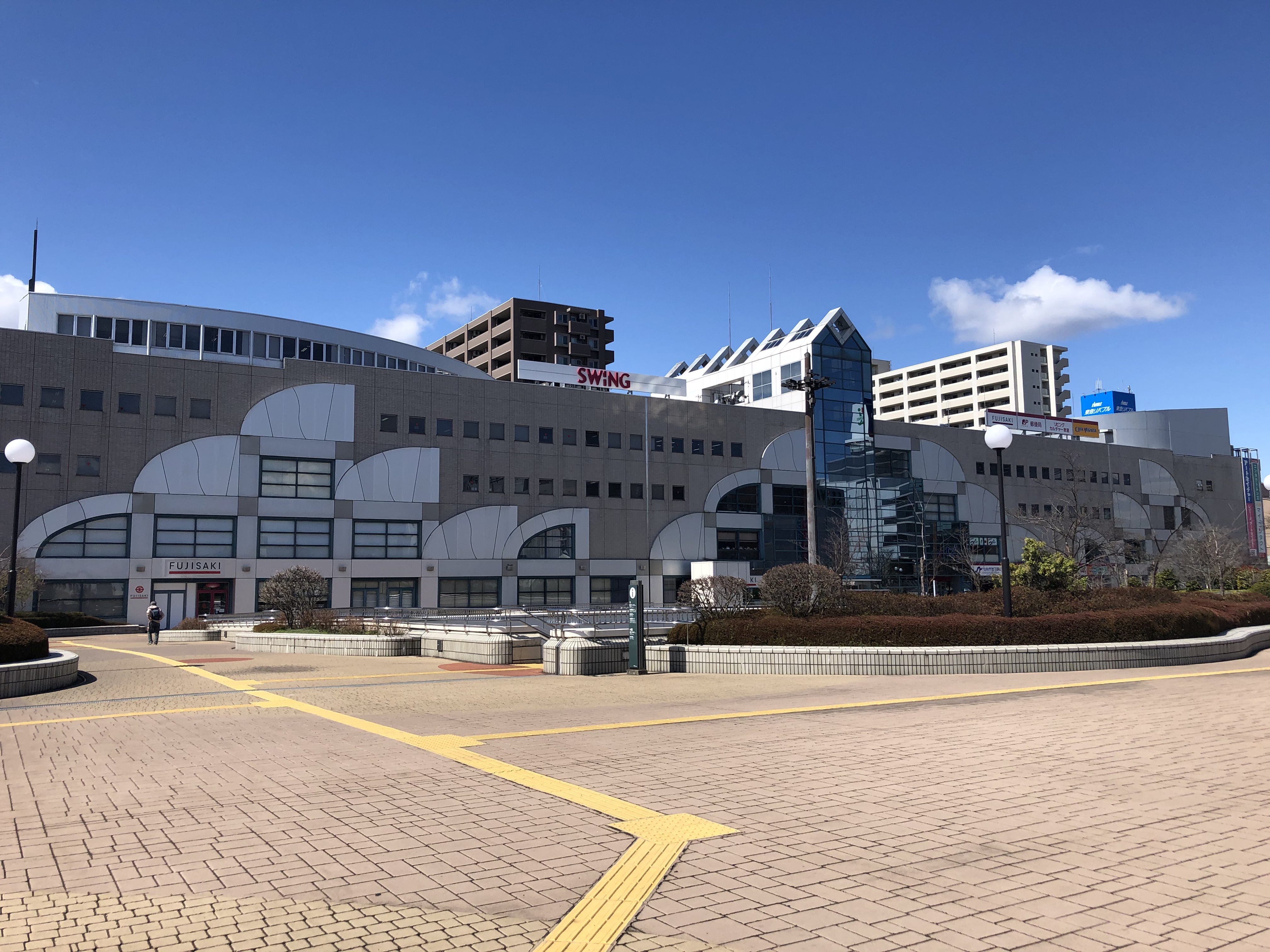
泉中央駅の駅ビル。

### 鉄道
- 仙台市地下鉄（仙台市交通局）
  - ■ 南北線（ - 黒松駅 - 八乙女駅 - 泉中央駅）

### バス
- 仙台市営バス（仙台市交通局）

南東部および南西部で運行されている。
- 宮城交通

区内の大部分で運行されている。仙台市営バスからの移譲路線もある。
- ミヤコーバス
  - 特急仙台古川線
- ジェイアールバス東北
  - ドリームササニシキ号
- 東日本急行
  - 仙台 - 金成線

### 道路
高速道路

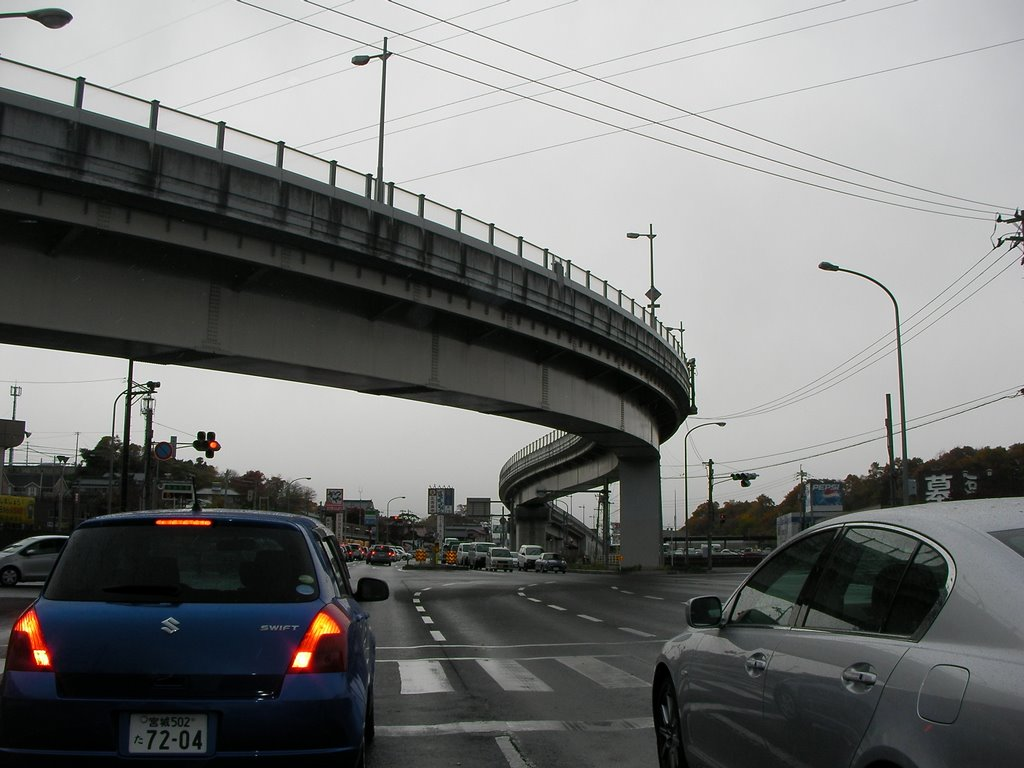
将監トンネル付近の国道4号。

- 東北自動車道： - 泉パーキングエリア - 泉インターチェンジ -

泉インターチェンジ - 仙台宮城インターチェンジ（距離約13.7km）の中間地点（長命ヶ丘団地付近）に、一般道路の混雑緩和および仙台都市圏環状自動車専用道路（東北自動車道、仙台北部道路、仙台東部道路、仙台南部道路によって形成される外側環状道路）の利便性向上のため、従来よりIC設置を望む声があった。2006年4月より旧泉検札所を利用した泉パーキングエリア接続のスマートインターチェンジ社会実験がスタートし、2007年4月1日より恒久化された。
一般国道
- 国道4号
- 国道47号（国道4号と重複）
- 国道457号

国道4号仙台バイパスの苦竹インターチェンジ（宮城野区）以北は4車線（片側2車線）であるが、特に将監トンネル入口（泉区七北田） - 苦竹インターチェンジは朝夕の慢性的な渋滞発生区間である。そのため渋滞の緩和・バイパス機能の回復のため片側3車線への拡幅を望む声があり、1989年に苦竹インターチェンジ - 鶴ヶ谷交差点間（4.6km）は事業化された。その後2007年3月20日には苦竹インターチェンジ - 山崎交差点間（2.2km）が3車線化され開通したが、2010年現在、鶴ヶ谷交差点までの3車線化工事は未完成である。それ以北についても事業化されていない。
県道
- 宮城県道22号仙台泉線
- 宮城県道35号泉塩釜線
- 宮城県道56号仙台三本木線
- 宮城県道37号仙台北環状線
- 宮城県道223号泉ヶ岳公園線
- 宮城県道264号大衡仙台線

## マスメディア
- FMいずみ（仙台市泉区 79.7MHz コミュニティFM）
- J:COM 仙台（ケーブルテレビ局）

## 名所・旧跡・観光スポット・祭事・催事
- レジャー・温泉
  - 温泉（福岡・根白石付近）

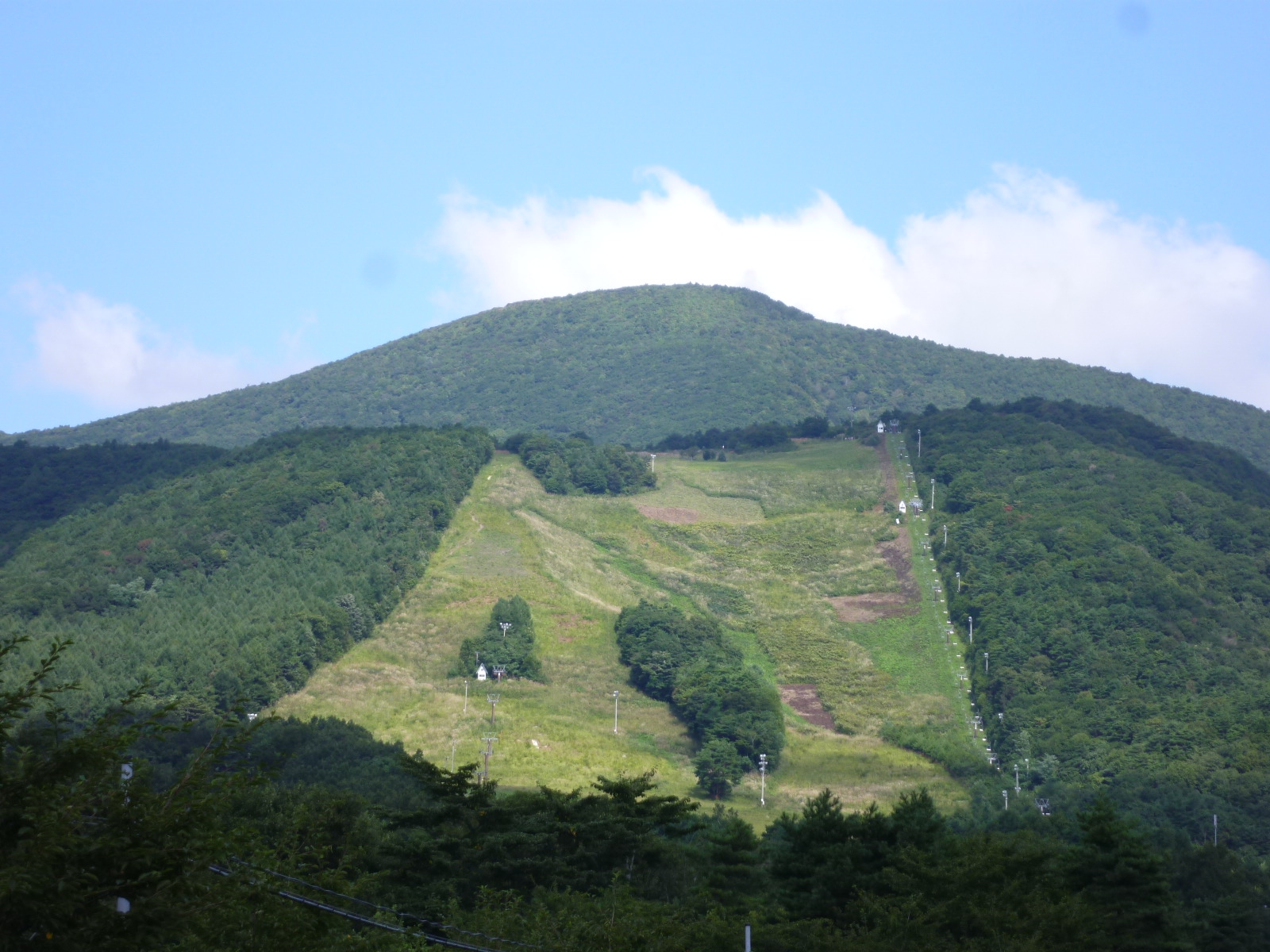
泉ヶ岳スキー場

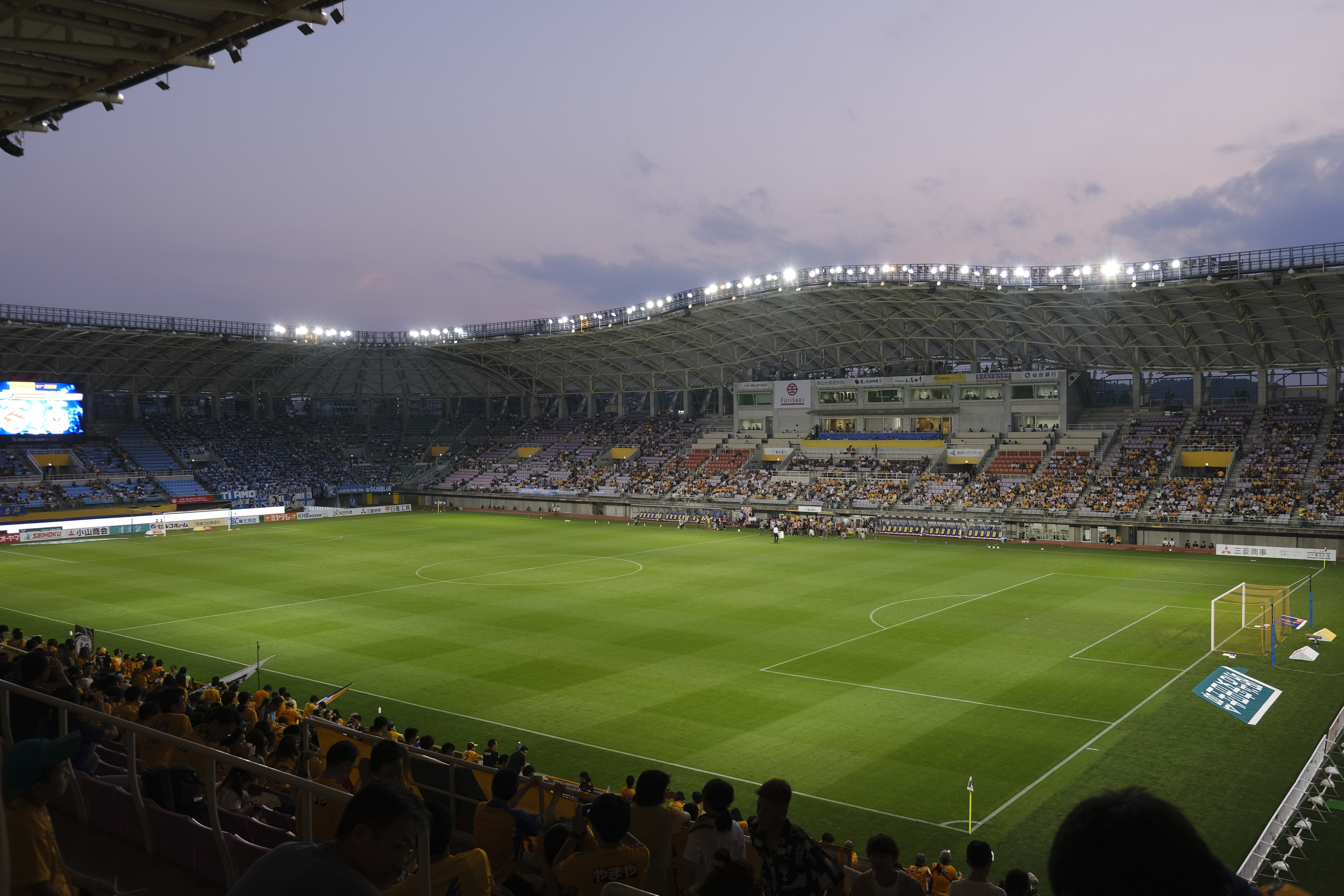
ユアテックスタジアム仙台

  - スパメッツァ仙台 竜泉寺の湯 仙台泉店（スーパー銭湯）
  - 憩の森キャンプ場
  - 仙台市泉ヶ岳キャンプ場
  - 水の森公園キャンプ場
- スキー場
  - 泉ヶ岳スキー場
  - スプリングバレー泉高原スキー場
- ゴルフ場
  - 泉国際ゴルフ倶楽部
  - 泉パークタウンゴルフ倶楽部
  - ニューワールドゴルフクラブ
- 観光
  - 光明の滝
  - 水神の碑
  - 赤穂浪士寺坂信行（寺坂吉右衛門）の墓
  - 仙台藩刑場跡
  - 白石城址
  - 松森城址
  - 金玉神社
- 公共施設
  - 仙台スタジアム（ユアテックスタジアム仙台。ベガルタ仙台、マイナビ仙台レディース本拠地）
  - スポパーク松森
  - 宮城県図書館
  - 七北田公園
  - ミルポートS
    - 仙台市泉図書館
    - のびすく泉中央

  - 仙台市屋内グラウンド（シェルコムせんだい）
  - 仙台市泉文化創造センター（イズミティ21）
  - 泉サッカー場
  - 仙台市健康増進センター
  - 仙台市発達相談支援センター・北部アーチル
  - 仙台市北中山コミュニティグラウンド
  - 仙台市泉海洋センター
  - 仙台市根白石温水プール
- 祭り
  - 泉区民ふるさとまつり
  - 天空のゆりガーデン

## 出身人物
- 大友愛 （バレーボール選手）
- 岡田純子 （声優） - 親が転勤族だったため、短期間ではあるが子供の頃に住んでいたことがある（居住当時は泉市）。
- かっつー（YouTuber）
- 狩野英孝（お笑い芸人）
- 佐々木主浩 （元プロ野球選手、横浜ベイスターズ選手）
- 中根仁（元プロ野球選手、横浜ベイスターズ選手）
- サンドウィッチマン （お笑いコンビ）
  - 伊達みきお
  - 富澤たけし
- 志村雄彦 （プロバスケットボール選手、仙台89ers所属）
- 鈴木京香 （女優）
- 羽生結弦 （フィギュアスケート選手）
- 堀田大暉（サッカー選手）
- 松田大地 （プロバスケットボール選手、仙台89ers所属）